# تپه چهل‌خانه
تپه چهل خانه در شهرستان ماهنشان، روستای انگوران واقع شده و این اثر در تاریخ ۲ شهریور ۱۳۷۸ با شمارهٔ ثبت ۲۴۱۲ به‌عنوان یکی از آثار ملی ایران به ثبت رسیده است.